# Autópálya M85
Autópálya M85 (ungarisch für ‚Autobahn M85‘) ist eine in Ost-West-Richtung verlaufende Schnellstraße (ungarisch: Autóút) in Ungarn und Teil der Europastraße 65. Sie beginnt in Győr und endet bei Sopron an der Staatsgrenze zu Österreich. Dort schließt sie an die Südost Autobahn (A3) an.
Bei Csorna soll sie die Autobahn M86 kreuzen.

## Geschichte
Der erste, 7 km lange Abschnitt bei Enese wurde am 21. Dezember 2011 fertiggestellt. Die Strecke Kóny–Győr wurde als Umfahrung von Enese am 16. Juni 2015 eröffnet. Der neue Streckenabschnitt von Kóny bis Csorna-Süd wurde am 9. September 2015 eröffnet. Am 1. Dezember 2017 wurden die Baufirmen mit der Ausbaustrecke Csorna-West bis Knoten Sopron/Fertőrákos beauftragt. Es wären insgesamt 57,45 km Länge Neubaustrecke ab 2018 zu errichten.
Die 4,5 km lange Strecke von Csorna-Süd bis Csorna-West beginnt an der Einmündung der M86 und schließt in südlicher Umfahrung von Csorna an die M85 bei Farád an. Die Strecke wurde von 19. Mai 2016 bis 15. Dezember 2017 gebaut. Am 16. Dezember 2020 wurde die nächste Strecke von Csorna-West bis Sopron-Ost mit 51 km Länge eröffnet.

### Streckenfreigaben
| Abschnitt                                                                        | Länge          | Baubeginn        | Inbetriebnahme                           |
| -------------------------------------------------------------------------------- | -------------- | ---------------- | ---------------------------------------- |
| Győr – Enese                                                                     | 10,0 km        | Juni 2013        | 9. September 2015                        |
| Umfahrung Enese                                                                  | 7,0 km         | 20. Juli 2009    | 21. Dezember 2011                        |
| Enese – Csorna-Süd mit gemeinsamem Abschnitt zwischen Csorna-Süd und Ost mit M86 | 12,5 km        | Juni 2013        | 9. September 2015                        |
| Csorna-Süd – Csorna-West                                                         | 4,5 km         | 19. Mai 2016     | 15. Dezember 2017                        |
| Csorna-West – Nagylózs                                                           | 36,1 km        | 6. März 2018     | 16. Dezember 2020                        |
| Nagylózs – Sopron-Ost                                                            | 15,4 km        | 26. Februar 2018 | 16. Dezember 2020                        |
| Sopron-Ost – Balf                                                                | 2,7 km         | 26. Februar 2018 | 9. Juni 2021                             |
| Balf – Fertőrákos und Straße Mély út (Friedhofumfahrung Sopron)                  | 3,7 km         | 26. Februar 2018 | 10. Dezember 2021                        |
| Fertőrákos – Sopron-West und die Grenze mit 3,6 km Nord-West Umfahrung Sopron    | 7,6 km+ 3,6 km | 11.06.2019       | 14. Dezember 2024 NW Umfahrung 6.05.2024 |

## Ausbau

### Strecke: Csorna–Pereszteg
Die Umweltverträglichkeitsprüfungsverfahren für den Abschnitt Csorna-Pereszteg wurde 2016 abgeschlossen. Die insgesamt 38 km lange Strecke soll von 2017 bis 2020 gebaut werden.

### Strecke: Pereszteg–Sopron
Die 27 km lange Strecke wird in Pereszteg beginnen und endet im Knoten Sopron/Fertőrákos. Untersuchungen zu den ersten Trassenvarianten wurden im Jahre 2000 abgeschlossen. Das Verfahren der Umweltverträglichkeitsprüfung (UVP) für den Abschnitt Pereszteg-Grenze wurde im 16. Oktober 2015 abgeschlossen. Die insgesamt 27 km lange Strecke soll von 2017 bis 2021 gebaut werden. Die Übergabe an die östliche Kreuzung von Sopron erfolgt am 16. Dezember 2020.
Der Bau der Abschnitte Sopron-Ost und Fertőrákos wird im Jahr 2020 abgeschlossen sein, jedoch erst zum 10. Dezember 2021 dem Verkehr übergeben, da der Kreisverkehr mit kleinem Durchmesser neben dem Friedhof nicht in der Lage war, den Verkehr zum Knoten Fertőrákos umzuleiten. Daher wurde am 16. September 2020 eine Mitteilung über das Verfahren für die Umweltgenehmigung für den Bau einer neuen Straße  veröffentlicht, die das Friedhofsgebiet im Norden als Mélyút umgeht. Um die Stadt Sopron vom Verkehr zu entlasten, wurde am 22. Juli 2021 zwischen Knoten Balf und Knoten Fertőrákos die Schnellstraße vorübergehend mit einer Geschwindigkeitsbegrenzung in Betrieb genommen. Der Umbau der Mélyút wurde am 10. Dezember 2021 abgeschlossen und die Mélyút und die M85 eröffnet.

### Sopron-Grenze
Die 7,6 km lange Strecke wird am Knoten Sopron/Fertőrákos beginnen und mit einer nördlichen Umfahrung von Sopron an die Südost Autobahn A3 bei Eisenstadt in Österreich anschließen. In Bau ist die 3,6 km lange Nordwestumfahrung von Sopron: von Knoten Sopron-Nord M85/B84 bis zur Agendorfer Landstraße. Unter den Wiener Hügeln soll ein Tunnel in klassischer bergmännischer Bauweise – mit einer Länge von 780 m – gebaut werden. Bis 2024 soll die Schnellstraße bis km 92+950 gebaut werden, davon soll die bis zur Grenze 4-streifige, vorübergehende Verbindung bis zur Hauptstraße 84 ausgebaut und die heutige 4-streifige Grenzstraße  modernisiert werden.
Im Juni 2019 wurde das Unternehmen mit der Ausführung der Arbeiten in Höhe von 49,9 Mrd. Forint beauftragt. Seit dem Frühjahr 2019 laufen die archäologischen Grabungen auf der Trasse der zukünftigen Schnellstraße M85 bis zur Grenze. Ab März 2020 wurden die für den Bau des Tunnels erforderlichen Erdarbeiten abgeschlossen. Am 26. Oktober 2020 begannen aus südlicher Richtung die Bauarbeiten für den ersten Abschnitt des Tunnels. Am 1. Juli 2022 war die linke Röhre des insgesamt 780 Meter langen Tunnels fertig, die rechte 373 Meter lang. Der Umbau der Grenzstraße wurde am 14. Dezember 2024 abgeschlossen und die M85 eröffnet.

## Abschnitte als Europastraße
Die Umfahrung Csorna (Dreieck Ost–Süd) im Zuge der Autóút M85 ist Teil der E 65.

## Verkehrsaufkommen
Durchschnittlicher täglicher Verkehr auf der Autobahn
| Abschnitt                          | DTV    |
| ---------------------------------- | ------ |
| Győr (Kreuz M1 – Rábapatona)       | 19.786 |
| Csorna (Csorna-kelet – Csorna-dél) | 18.833 |

## Gebührenpflichtige Strecken
Die M85 in Ungarn ist fast komplett gebührenpflichtig.
Siehe auch: Maut in Ungarn

### Komitatsweite Vignette
Ab dem 1. Januar 2015 können Benutzer die Schnellstraße M85 mit einem nationalen E-Aufkleber oder der folgenden komitatsweiten Vignette nutzen:
| Komitat           | Verwendbarer Abschnitt                             |
| ----------------- | -------------------------------------------------- |
| Győr-Moson-Sopron | Vom Autobahnkreuz M1 bis nach Sopron (volle Länge) |

## Galerie

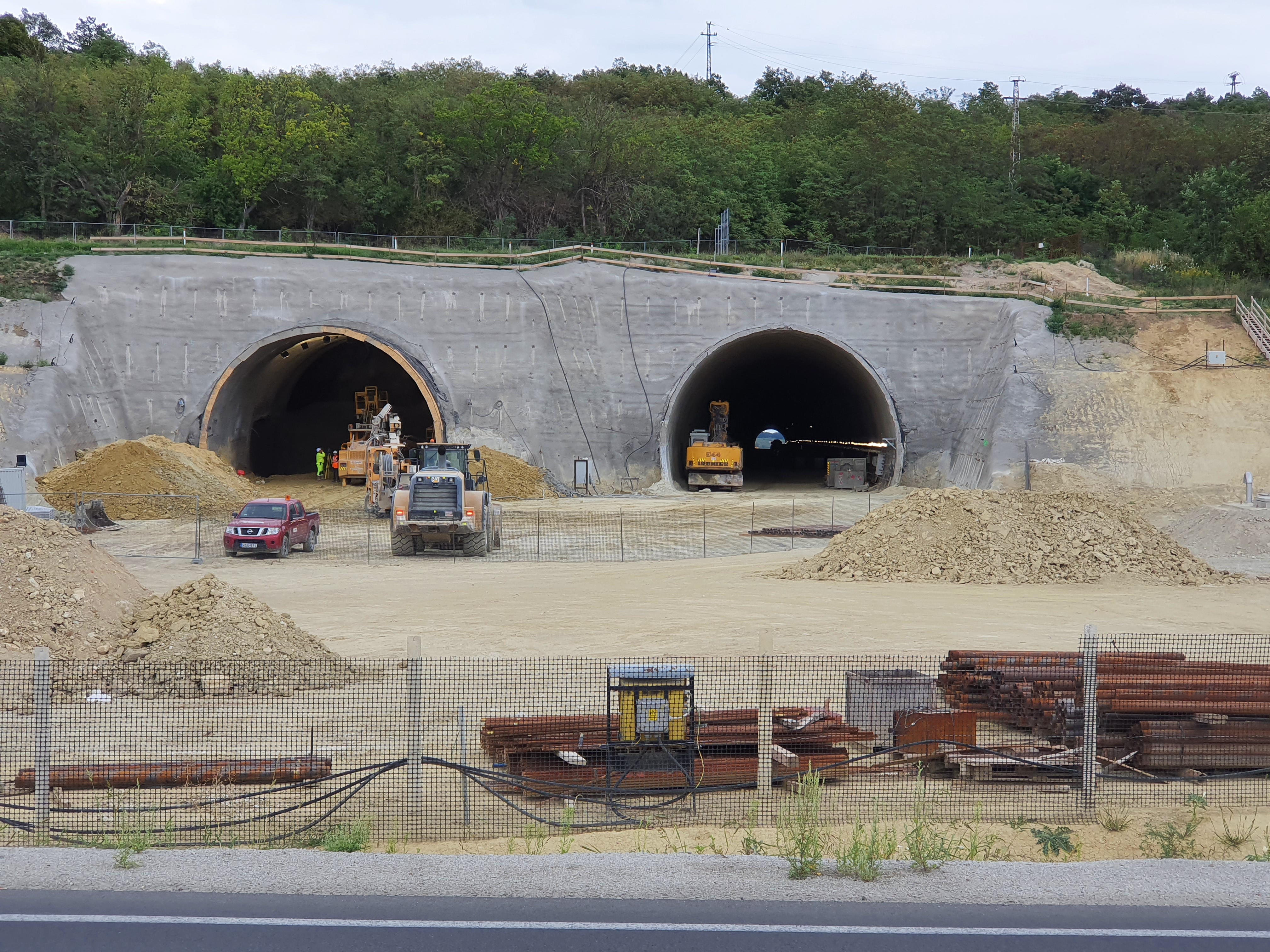
Westportal Wiener Hügeltunnel in Bau (08.2022)
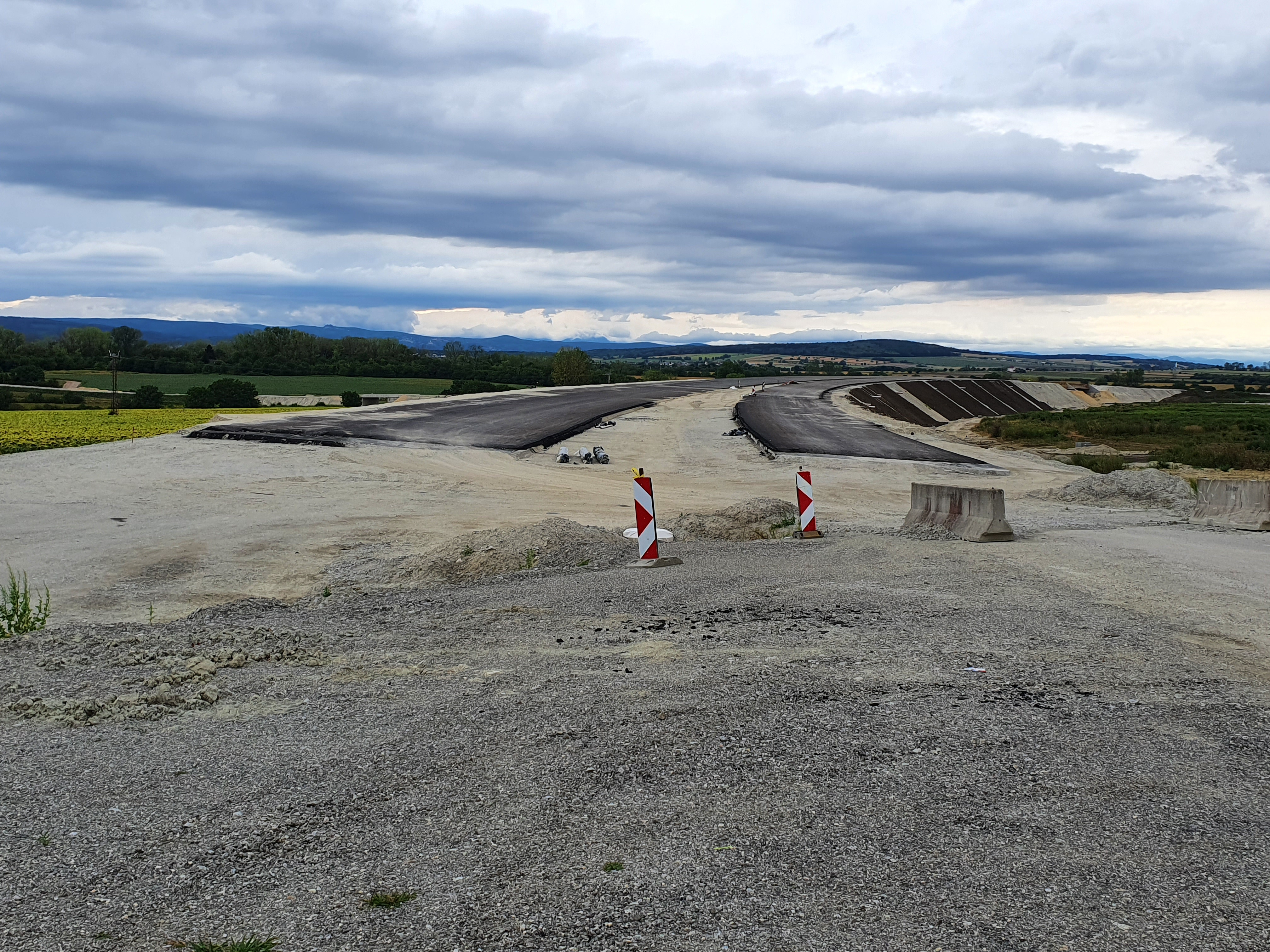
M85 in Bau bis Grenze